# John Eklund
John Eklund (* 21. September 1993 in Vännäs) ist ein ehemaliger schwedischer Freestyle-Skier. Er startete in der Disziplin Skicross.

## Werdegang
Eklund, der für den AK Vännäs startete, begann seine Karriere als alpiner Skirennläufer, wobei er von 2008 bis 2011 vorwiegend an FIS-Rennen teilnahm. Im Skicross nahm er zu Beginn der Saison 2011/12 in Innichen erstmals am Freestyle-Skiing-Weltcup teil, wobei er den 43. Platz errang. Bei den Juniorenweltmeisterschaften 2012 in Chiesa in Valmalenco gewann er die Goldmedaille. In der Saison 2012/13 belegte er bei den Weltmeisterschaften 2013 in Voss den 31. Platz und bei den Juniorenweltmeisterschaften 2013 in Chiesa in Valmalenco den 17. Rang. In der folgenden Saison erreichte er in Val Thorens mit dem Plätzen zehn und neun seine einzigen Top-Zehn-Platzierungen im Weltcup und zum Saisonende mit dem 22. Platz im Skicross-Weltcup sein bestes Gesamtergebnis. Zudem holte er bei den Juniorenweltmeisterschaften 2014 in Chiesa in Valmalenco die Silbermedaille und kam bei den Olympischen Winterspielen 2014 in Sotschi auf den 11. Platz. Seinen 23. und damit letzten Weltcup absolvierte er im März 2014 in La Plagne, welchen er auf dem 19. Platz beendete.

## Erfolge

### Olympische Spiele
- 2014 Sotschi: 11. Platz Skicross

### Weltmeisterschaften
- 2013 Voss: 31. Platz Skicross

### Weltcupwertungen
| Saison  | Gesamt | Gesamt | Skicross | Skicross |
| Saison  | Platz  | Punkte | Platz    | Punkte   |
| ------- | ------ | ------ | -------- | -------- |
| 2011/12 | 239.   | 1      | 58.      | 7        |
| 2012/13 | 293.   | 1      | 58.      | 7        |
| 2013/14 | 109.   | 11     | 22.      | 122      |

### Juniorenweltmeisterschaften
- Chiesa in Valmalenco 2012: 1. Platz Skicross
- Chiesa in Valmalenco 2013: 17. Platz Skicross
- Chiesa in Valmalenco 2014: 2. Platz Skicross